# Påbonäs
Påbonäs är en borgruin i Söderåkra socken i Torsås kommun i Småland.
Ruinen är belägen vid Kalmarsundskusten och sannolikt platsen för en sätesgård med samma namn som omtalas vid mitten av 1300-talet. Borgen består av en bred udde som skurits av från fastlandet genom en vallgrav. På borgplatån syns grunder efter ett hus med igenfylld källare. På östra sidan finns lämningar efter en sentida källare. Anläggningen är inte arkeologiskt undersökt, men ett flertal träbyggnader bör ha stått på platån som omgetts av en träpallisad.
Vid mitten av 1300-talet omtalas Påbonäs i ett antal medeltida brev och i slutet av 1300-talet var Påbonäs sätesgård för den tyske frälsemannen Arent von Vitzen.